# Ratlines
Las rutas de ratas o ratlines (por su nombre en inglés) eran sistemas de escape para nazis y fascistas que dejaban Europa a finales de la Segunda Guerra Mundial tras la derrota de los países del Eje. Estas rutas de escape terminaban generalmente en paraísos seguros en Sudamérica, particularmente en Argentina, Brasil, Chile, Paraguay y en menor medida Uruguay, Perú, Ecuador y Bolivia. Otros destinos incluían Estados Unidos, Canadá, España y el Medio Oriente.
Una de estas líneas de ratas, que fue hecha famosa por el thriller de Frederick Forsyth El expediente Odessa, era administrada por la Organización ODESSA (Organisation der ehemaligen SS-Angehörigen, Organización de exmiembros de las SS), red organizada por Otto Skorzeny. Sin embargo, investigaciones más recientes han demostrado que el rol de dicha organización en la huida de un gran número de criminales de guerra nazis fue limitado.

## Las líneas de ratas en Roma
Hay hipótesis acerca de la creación de un servicio de inteligencia vaticano secreto tras la guerra, llamado Pro Deo[cita requerida], con un incierto papel en las ratlines[cita requerida], cuyo fundador sería el Padre Felix Morlion. Morlion era un dominico belga que escapó en el año 1941 a los Estados Unidos tras ser perseguido por los nazis debido a su actividad en el Centro Internacional Pro Deo de Bruselas. En Estados Unidos trabajó en las Actividades de Guerra Psicológica hasta 1944. Más tarde, él y sus asociados crearon una universidad de inspiración estadounidense en Roma, La Universidad Internacional de Estudios Sociales Pro Deo. Esta universidad tenía como objetivo reforzar la fraternidad entre gente de distintas religiones y procedencias sociales (con particular colaboración de judíos), y también se le atribuye un papel en el freno del arraigo de movimientos comunistas en Italia y otros países de Europa y América.

### Tentativas tempranas: El obispo Hudal
El obispo católico Alois Hudal era rector del Pontificio Instituto Teutonico Santa Maria dell’Anima en Roma, un seminario para sacerdotes provenientes de Austria y Alemania, además de ser el "Director Espiritual de los Alemanes Residentes en Italia". Después del final de la guerra en Italia, Hudal se convirtió en un defensor activo de los prisioneros de guerra e internados que hablaban alemán y que estaban esparcidos por toda Italia. En diciembre de 1944, la Secretaría de Estado de la Santa Sede recibió una autorización para nombrar a un funcionario que "visitara a los internados civiles germanoparlantes en Italia", trabajo asignado a Hudal.[cita requerida]
Hudal usó este puesto para ayudar a escapar a buscados criminales de guerra nazis, entre los que se encontraban Franz Stangl, comandante de Treblinka, Gustav Wagner, comandante de Sobibor, Alois Brunner, responsable del campo de internamiento de Drancy cerca de París y oficial a cargo de las deportaciones de Eslovaquia a Campos de concentración alemanes, y Adolf Eichmann — un hecho comprobado posterioriormente.
Algunos de estos estaban internados en campos: generalmente sin papeles de identidad, por lo que era fácil colocarles nombres falsos. Otros nazis estaban ocultos en Italia, y la ayuda que Hudal prestaba para escapar empezó a ser conocida en estos círculos.
En sus memorias, Hudal diría de sus acciones:
Agradezco a Dios que Él [me permitiera] visitar y confortar a muchas víctimas encarceladas o detenidas en campos de concentración, ayudándolas a escapar con papeles falsos.
Hudal explica que según su visión:
La guerra de los Aliados contra Alemania no fue una Cruzada, sino una rivalidad entre complejos económicos en la cual habían luchado para conseguir la victoria. Este negocio... usó lemas como democracia, raza, libertad religiosa y cristiandad como anzuelo para las masas. Por todas estas razones después de 1945 me sentía obligado a dedicar todo mi trabajo de caridad principalmente a antiguos Nacional Socialistas y Fascistas, especialmente a los así llamados 'Criminales de Guerra'.
De acuerdo con Mark Aarons y John Loftus en su libro Unholy Trinity, Hudal fue el primer sacerdote católico que se dedicó a crear rutas de escape. Aarons y Loftus afirman que Hudal proveyó a las personas objeto de su caridad con dinero para que pudieran escapar, y aún más importante con documentos de identidad falsos de la Organización de Refugiados del Vaticano (Commissione Pontificia d'Assistenza).
Estos documentos del Vaticano no eran exactamente pasaportes, y no eran suficientes como para permitirles trasladarse a otros continentes. Ellos eran la primera etapa de una larga lista de pasos: gracias a los documentos del Vaticano, los protegidos podían obtener un pasaporte personal de parte del Comité Internacional de la Cruz Roja (CICR) que a su vez podía ser usado para obtener una visa. En teoría la CICR debía realizar una investigación de los antecedentes de los aspirantes a obtener el pasaporte, pero en la práctica la sola palabra de un sacerdote o particularmente de un obispo era más que suficiente. De acuerdo con informaciones recolectadas por Gitta Sereny de un alto ejecutivo de la rama romana del CICR, Hudal podía usar su posición como obispo para solicitar documentos del CICR "de acuerdo con sus propias especificaciones". Las fuentes de Sereny también revelaron un intenso comercio ilícito de documentos de la CICR.
De acuerdo con reportes de inteligencia desclasificados del gobierno de Estados Unidos de América, Hudal no fue el único sacerdote que ayudó a los nazis a escapar. En el "Reporte de La Vista", desclasificado en 1984, el agente del Cuerpo de Contrainteligencia, Vincent La Vista, reportó cómo había logrado conseguir fácilmente documentos falsos de la CICR para dos supuestos refugiados húngaros gracias a una carta del sacerdote católico Joseph Gallov. Gallov, que era administrador de una asociación de caridad para refugiados húngaros del Vaticano, sin haber realizado ninguna pregunta escribió una carta a su "contacto personal en la Cruz Roja Internacional, que después obtuvo los pasaportes".

## Lista de nazis que escaparon usando las Ratlines
- Andrija Artuković, escapó a los Estados Unidos; Detenido en 1984 tras décadas de retraso y extraditado a Yugoslavia, donde murió en 1988 por causas naturales.
- Klaus Barbie, huyó a Bolivia en 1951 con ayuda de los Estados Unidos, ya que había sido agente del Cuerpo de Contrainteligencia del Ejército de los Estados Unidos desde abril de 1947; capturado en 1983; murió en prisión en Francia el 23 de septiembre de 1991.
- Alois Brunner, huyó a Siria en 1954; murió alrededor de 2001.
- Herberts Cukurs, huyó a Brasil en 1945, asesinado por el Mossad en Uruguay en 1965.
- Adolf Eichmann, huyó a Argentina en 1950; capturado por el Mossad en 1960; ejecutado en Israel el 1 de junio de 1962.
- Aribert Heim, desaparecido en 1962; muy probablemente murió en Egipto en 1992.
- Sándor Képíró, huyó a Argentina, regresó a Hungría en 1996. Fue juzgado por crímenes de guerra en Budapest en febrero de 2011, antes de su muerte en septiembre.
- Josef Mengele, huyó a Argentina en 1949, luego a Paraguay y murió en Brasil en 1979.
- Ante Pavelić, escapó a Argentina en 1948; murió en España, en diciembre de 1959, de las heridas sufridas dos años antes en un intento de asesinato.
- Erich Priebke, huyó a Argentina en 1949; arrestado en 1994; murió en 2013.
- Walter Rauff, escapó a Chile; nunca capturado; murió en 1984.
- Eduard Roschmann, escapó a Argentina en 1948; huyó a Paraguay para evitar la extradición y murió allí en 1977.
- Hans-Ulrich Rudel, huyó a Argentina en 1948; inició el "Kameradenwerk", una organización de ayuda para los criminales nazis que ayudó a los fugitivos a escapar.
- Dinko Šakić, huyó a Argentina en 1947, detenido en 1998 y extraditado a Croacia. Fue juzgado y declarado culpable de crímenes de guerra y crímenes de lesa humanidad, cumpliendo una condena de 20 años. Murió en 2008.
- Boris Smyslovsky, huyó a Argentina en 1948 desde Liechtenstein con el Primer Ejército Nacional Ruso. Regresó a Liechtenstein en 1966 y murió de causas naturales en 1988.
- Franz Stangl, huyó a Brasil en 1951; arrestado en 1967 y extraditado a Alemania Occidental; murió en 1971 de insuficiencia cardíaca.
- Gustav Wagner, huyó a Brasil en 1950; arrestado en 1978; se suicidó 1980.
- Michael Kast, huyó a Argentina y posteriormente a Chile en 1950 con una identidad falsa de oficial de la Cruz Roja